# عدد القدرة
عدد الاستطاعة Np  (بالإنجليزي: Power number) يسمى عدد نيوتن , هو كمية لابعدية تربط بين قوة المقاومة وقوة القصور الذاتي .يمكن حسابه من القانون التالي :
{\displaystyle N_{\mathrm {p} }={P \over \rho n^{3}d^{5}}}
حيث أن :
- P: قدرة
- ρ: كثافة الـمائع
- n: سرعة دورانية
- d: قطر [1]